# Felix Nmecha
Felix Kalu Nmecha (Hamburg, 10 oktober 2000) is een Engels-Duits voetballer die doorgaans als middenvelder speelt. Hij verruilde VfL Wolfsburg in juli 2023 voor Borussia Dortmund. Hij debuteerde in maart 2023 in het Duits voetbalelftal. Felix is de broer van Lukas Nmecha.

## Carrière
Nmecha werkte zijn jeugdopleiding af bij Manchester City. In de seizoenen 2017/18 en 2018/19 vertegenwoordigde hij de club in de UEFA Youth League. Op 23 januari 2019 maakte hij zijn officiële debuut in het eerste elftal van de club: in de terugwedstrijd van de halve finale van de League Cup mocht hij tegen Burton Albion in de 67e minuut invallen voor Oleksandr Zinchenko. Manchester City won de wedstrijd met 0-1, nadat het in de heenwedstrijd met verschroeiende 9-0-cijfers had gewonnen. Twee seizoenen later mocht hij in de Champions League-groepswedstrijd tegen Olympiakos Piraeus (3-0-winst) in de 85e minuut invallen voor Kevin De Bruyne. In de slotfase van zijn debuutwedstrijd leverde Nmecha de assist voor de 3-0 van João Cancelo. In datzelfde seizoen 2020/21 kreeg mocht hij in de derde ronde van de FA Cup een helft meespelen tegen Birmingham City (3-0-winst). Nmecha viel toen tijdens de rust opnieuw in voor De Bruyne.
In juli 2021 ondertekende Nmecha, die een aflopend contract had bij Manchester City, een contract voor drie seizoenen bij VfL Wolfsburg. Kort daarvoor had de Duitse club acht miljoen euro neergeteld voor zijn broer Lukas. Nadat Nmecha zich in de eerste twee maanden van 2022/23 als invaller in het elftal vocht, behoorde hij de rest van het seizoen tot de basiself. Zijn spel leidde in maart 2023 ook tot zijn debuut in het Duitse nationale team.
Nmecha tekende in juli 2023 een contract tot medio 2028 bij Borussia Dortmund, dat in het voorgaande seizoen het landskampioenschap op doelsaldo misliep. Borussia had een vacature op het middenveld door het vertrek van Jude Bellingham naar Real Madrid. Dortmund betaalde 25 miljoen euro voor Nmecha aan Wolfsburg.

## Clubstatistieken
| Seizoen         | Club              | Land               | Competitie      | Competitie | Competitie | Beker | Beker | Supercup | Supercup | Europees | Europees | Totaal | Totaal |
| Seizoen         | Club              | Land               | Competitie      | Wed.       | Dlp.       | Wed.  | Dlp.  | Wed.     | Dlp.     | Wed.     | Dlp.     | Wed.   | Dlp.   |
| --------------- | ----------------- | ------------------ | --------------- | ---------- | ---------- | ----- | ----- | -------- | -------- | -------- | -------- | ------ | ------ |
| 2018/19         | Manchester City   | Vlag van Engeland  | Premier League  | 0          | 0          | 1     | 0     | 0        | 0        | 0        | 0        | 1      | 0      |
| 2019/20         | Manchester City   | Vlag van Engeland  | Premier League  | 0          | 0          | 0     | 0     | 0        | 0        | 0        | 0        | 0      | 0      |
| 2020/21         | Manchester City   | Vlag van Engeland  | Premier League  | 0          | 0          | 1     | 0     | —        | —        | 1        | 0        | 2      | 0      |
| 2021/22         | VfL Wolfsburg     | Vlag van Duitsland | Bundesliga      | 16         | 0          | 0     | 0     | —        | —        | 2        | 0        | 18     | 0      |
| 2022/23         | VfL Wolfsburg     | Vlag van Duitsland | Bundesliga      | 30         | 3          | 2     | 0     | —        | —        | —        | —        | 32     | 3      |
| 2023/24         | Borussia Dortmund | Vlag van Duitsland | Bundesliga      | 0          | 0          | 0     | 0     | 0        | 0        | 0        | 0        | 0      | 0      |
| Carrière totaal | Carrière totaal   | Carrière totaal    | Carrière totaal | 46         | 3          | 4     | 0     | 0        | 0        | 3        | 0        | 53     | 3      |

Bijgewerkt op 3 juli 2023

## Interlandcarrière
Nmecha maakte op 28 maart 2023 zijn debuut in het Duits voetbalelftal. Hij viel toen in de 32 minuut in voor Florian Wirtz tijdens een met 2–3 verloren oefeninterland tegen België.
1 Kobel ·
2 Couto ·
3 Anton ·
4 Schlotterbeck ·
5 Bensebaini ·
6 Özcan ·
7 Reyna ·
8 Nmecha ·
9 Guirassy ·
10 Brandt ·
13 Groß ·
14 Beier ·
16 Duranville ·
20 Sabitzer ·
21 Malen ·
23 Can  ·
25 Süle ·
26 Ryerson ·
27 Adeyemi ·
33 Meyer ·
35 Lotka ·
37 Campbell ·
43 Gittens ·
Coach: Şahin